# Арланово
Арла́ново (рос. Арланово) — присілок у складі Шарканського району Удмуртії, Росія.

## Населення
Населення — 47 осіб (2010; 44 у 2002).
Національний склад станом на 2002:
- удмурти — 93 %

## Урбаноніми[3]
- вулиці — Лісова, Черемхова